# 三角條鰍
三角條鰍（學名：Nemacheilus triangularis）為輻鰭魚綱鯉形目條鰍科條鰍屬的其中一種。其种加词“triangularis ”意为“三角形的”。分布於亞洲印度泰米爾納德邦及喀拉拉邦淡水流域，體長可達5.8公分，棲息在山區水質清澈、沙石底質河川底中層水域，生活習性不明。可做為觀賞魚，飼養時水族箱要有乾淨、充氧良好、流動性好的水、礫石基質、大量岩石和藏身之處。